# Dangbi
Dangbi (kinesiska: 当壁, 当壁镇) är en köping i Kina. Den ligger i provinsen Heilongjiang, i den nordöstra delen av landet, omkring 420 kilometer öster om provinshuvudstaden Harbin. Antalet invånare är 9 668. Befolkningen består av 4 746 kvinnor och 4 922 män. Barn under 15 år utgör 14,0 %, vuxna 15-64 år 77 %, och äldre över 65 år 7,0 %. Dangbi ligger vid sjön Lake Khanka.
Genomsnittlig årsnederbörd är 865 millimeter. Den regnigaste månaden är juli, med i genomsnitt 174 mm nederbörd, och den torraste är januari, med 8 mm nederbörd.